# Maja Savić
Maja Savić född 29 april 1976 i Berane i dåvarande SFR Jugoslavien, är en montenegrinsk före detta handbollsspelare. Hon är högerhänt och spelade i anfall som vänstersexa.

## Klubblagskarriär
Savić spelade för ŽRK Budućnost fram till 2004. Hon gick sedan till den danska klubben Slagelse DT, med vilken hon vann EHF Champions League  2005 och 2007 och likaså det danska mästerskapet 2005 och 2007. 2008 flyttade vänstersexan till ligarivalerna FCK Håndbold, med vilka hon vann cupvinnarcupen i handboll 2009 och danska cupen 2010. Sommaren 2010 skrev Savić på ett kontrakt med Viborg HK, med vilket hon vann danska cupen. Inför säsongen 2011–2012 återvände hon till den montenegrinska klubben ŽRK Budućnost. Med Budućnost vann hon åter Champions League för tredje gången, mästerskapet och cupen 2012. Hon avslutade karriären efter säsongen 2011–2012. 

## Landslagskarriär
Maja Savić spelade först för Jugoslavien och senare för Serbien och Montenegro. Vid världsmästerskapet i handboll för damer 2001 vann Maja Savić en bronsmedalj och valdes ut vänstersexa i All-Star-Team. Savić spelade sedan i Montenegros damlandslag i handboll. Maja Savić tog OS-silver i damernas turnering i samband med de olympiska handbollstävlingarna 2012 i London.

## Tränare
Savić tog efter karriären över coachningen av det montenegrinska ungdomslandslaget. Sedan 2021 har Savić varit assisterande tränare i både Montenegros landslag och ŽRK Budućnost.